# Loleta Didrickson
Loleta A. Didrickson, est une femme politique américaine, membre du parti républicain, et ancienne Comptroller de l'État de l'Illinois de 1995 à 1999.